# John Oakley Maund
John Oakley Maund  (* 26. Mai 1846 in Laverstock, Wiltshire; † 10. Juni 1902 in Lanzi bei Pisa) war ein englischer Bankier, Unternehmer, Bergsteiger und Jäger.

## Leben
Er war der Sohn von Herbert Maund. Er diente als Offizier bei der Royal Marine Artillery und erreichte den Rang eines Lieutenant. Er heiratete im Juli 1867 Mary Emily Baring, die Tochter des langjährigen Parlamentsmitglieds und Lord of the Treasury Henry Bingham Baring.

### Bergsteiger

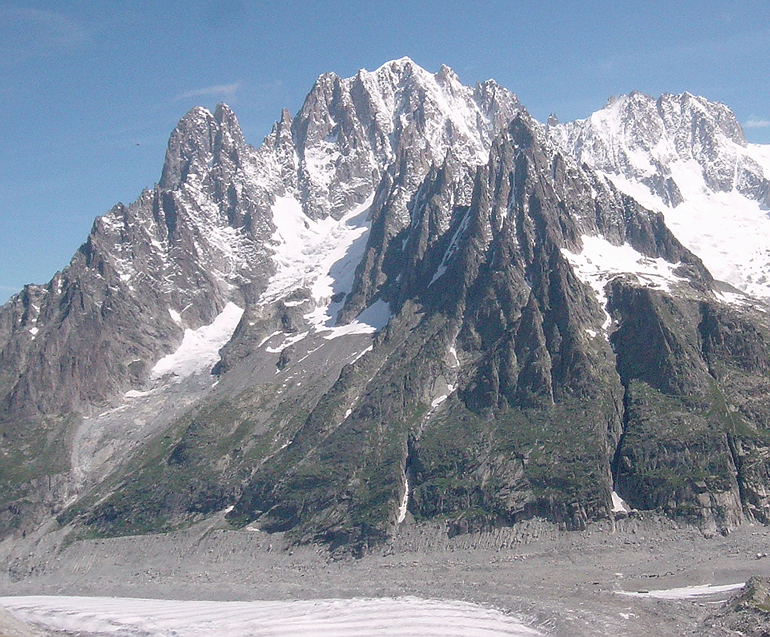
Les Droites (ganz rechts), Aiguille du Dru (ganz links) und Aiguille Verte (Mitte)

John Oakley Maund zählt zu den großen Bergsteigerpersönlichkeiten der sogenannten „Goldenen Jahren“ des Alpinismus in der zweiten Hälfte des 19. Jahrhunderts. 
- 3.–5. August 1874: Dritter Besteigungsversuch auf den Hauptgipfel der Meije (Massif des Écrins in den Dauphiné-Alpen) über den Nordgrat mit den Führern Jean Martin und Johann Jaun musste am darauffolgenden Tag kurz vor dem Ziel wegen schlechten Wetters abgebrochen werden, wurde jedoch als durchaus machbar bezeichnet.[2][3]

Im Jahr 1876 gelangen ihm innerhalb von acht Tagen im Montblanc-Massiv allein drei Erstbesteigungen:
- 31. Juli 1876: Cordier-Couloir in der Nordwand der 4.122 m hohen Aiguille Verte im Montblanc-Massiv mit Thomas Middlemore, Henri Cordier und den Führern Jakob Anderegg, Andreas Maurer und Johann Jaun[4]
- 4. August 1876: Cordier-Route in der Nordwand der Les Courtes (neben Aiguille Verte und Les Droites im Montblanc-Massiv) mit Thomas Middlemore, Henri Cordier und den Führern Jakob Anderegg, Andreas Maurer und Johann Jaun.[4]
- 7. August 1876: Erstbesteigung des Ostgipfels der Les Droites (im Montblanc-Massiv, niedrigster 4000er der Alpen), mit Thomas Middlemore, Henri Cordier und den Führern Jakob Anderegg, Johann Jaun d. J. und Andreas Maurer.

Weitere Touren:

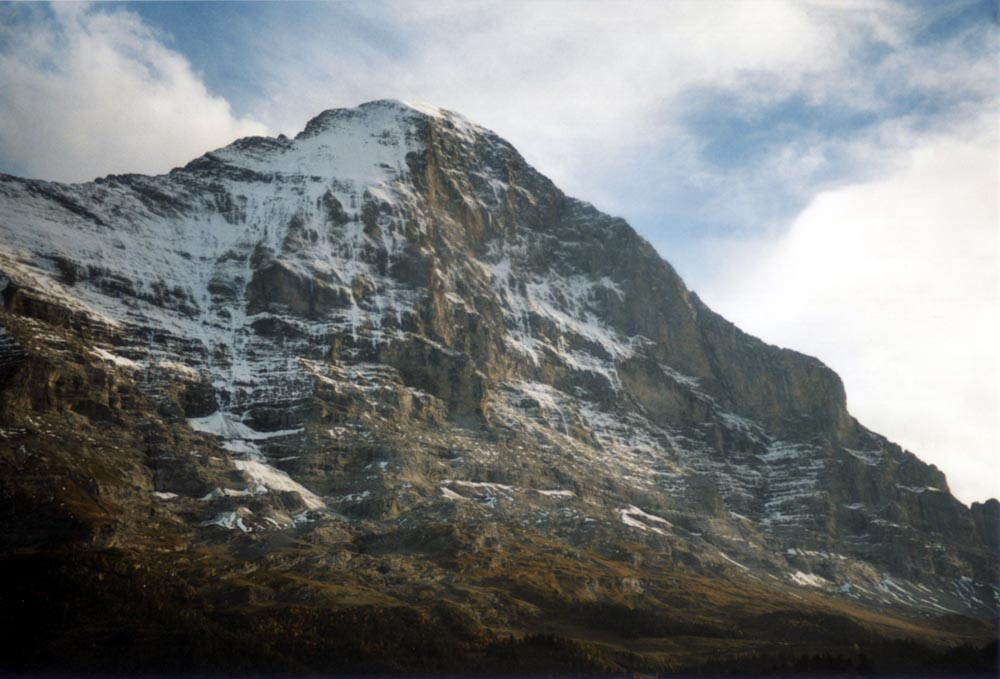
Eiger Nordost- und Nordwestwand, links oben Mittellegigrat

- 1879 und 1881 Erstbesteigungsversuche des Eiger über den Mittellegigrat (Nordostgrat), an dem sich schon William Thomas Percy (1854–1894) im Jahr 1880 und vor allem mehrere Male John Baumann (1848–1890/1891) versucht hatten. Erstbegehung dann 1921 durch den Japaner Maki Yūkō mit Fritz Amatter, Fritz Steuri und Samuel Brawand und zuvor schon 1885 im Abstieg durch Moriz von Kuffner mit Alexander Burgener, Biener und Kalbermatten.

### Unternehmer
Mehrere Quellen weisen darauf hin, dass John Oakley Maund eine unternehmerische Rolle in der turbulenten Zeit der britischen Erschließung des südlichen Teils von Afrika im Bereich des späteren Rhodesien und Zimbabwe spielte:
- Im Juni 1889, also etwa 5 Monate vor der „British South Africa Company“ gründete sich in London die „Exploring Company Limited“, die ein Viertel der Anteile der Rudd-Rhodes Konzession hielt. John Oakley Maund saß im Board of Directors neben berühmten Namen wie Alfred Beit, Cecil Rhodes, George Cawston und Lord Gifford. Konkretes Hauptziel war die Entwicklung des Betschuana-Protektorats und der nördlich gelegenen Länder.[5]
- Im Dezember 1896 fand die zweite Hauptversammlung der British West Chartered Company unter dem Vorsitz von John Oakley Maund statt, deren zusammengefasste Niederschrift[6] zeigt, dass die Gesellschaft im Minengeschäft des südlichen Afrika tätig war und sich für die rasche Verlängerung der Bechuanaland railway nach Norden einsetzte.

### Jäger
Maund gehörte zur englischen High Society und ging gerne in Au (Vorarlberg) im hinteren Bregenzer Wald auf die Jagd. Er pachtete 1888 die Genossenschaftsjagd von Au und schließlich die gesamte Jagd im hinteren Bregenzerwald mit den Waldgebieten von Schoppernau, Hopfreben und Schröcken bis hin nach Baad im Kleinen Walsertal.

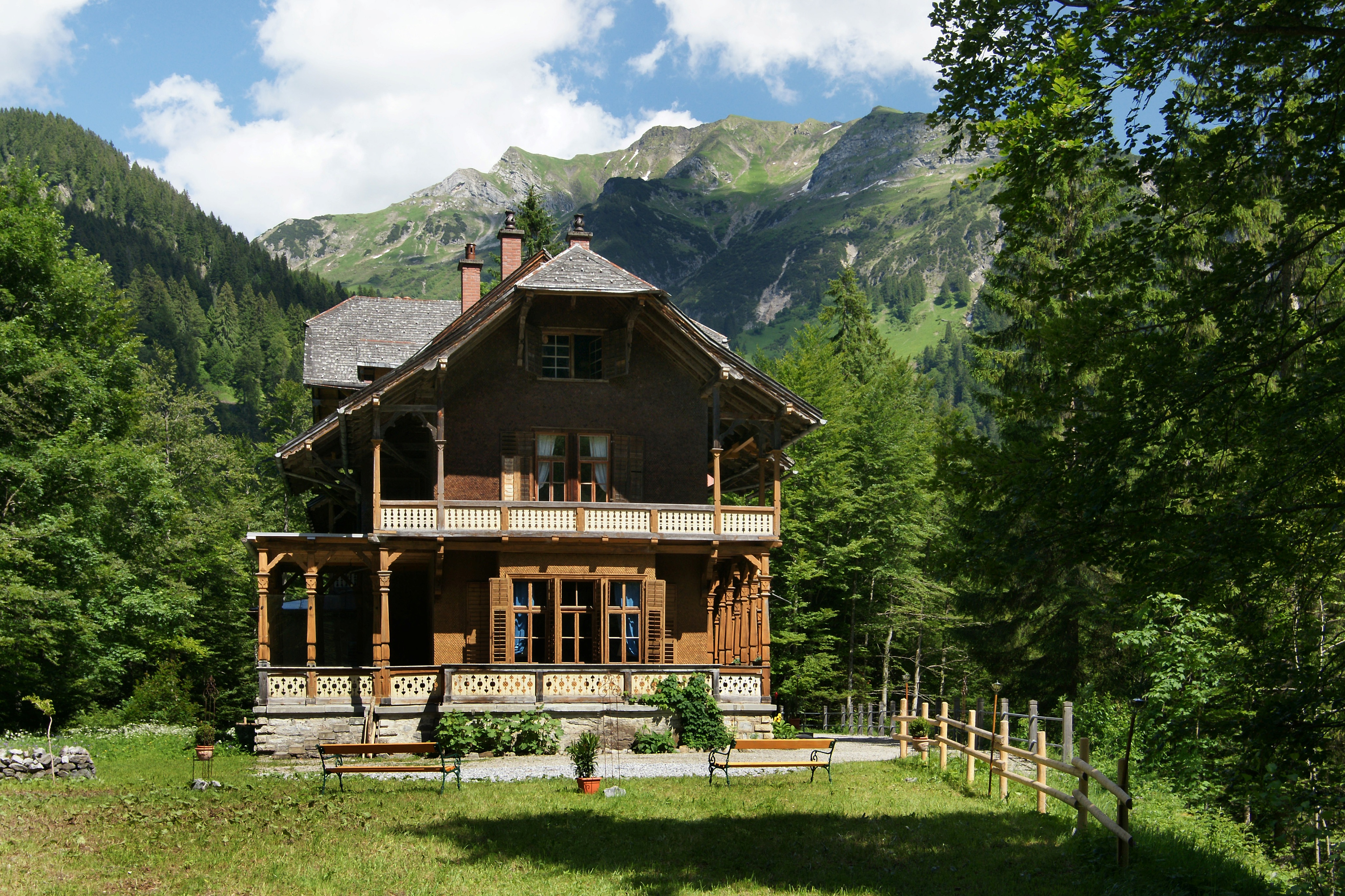
Villa Maund von Westen, vor dem Heiterberg

In den 1890er Jahren kaufte er im Gemeindegebiet von Schoppernau, Hopfreben auf dem Ausläufer der Ünschenberg Alp einen abgeschiedenen, herrlich gelegenen Bauplatz und ließ sich darauf eine Jagdvilla im englischen Landhausstil erbauen, die bis heute als Villa Maund bekannt ist. Der englische Architekt (und Maler, Dichter, Kunstgewerbler, Ingenieur und Drucker) William Morris hatte für Maund vor 1888 schon zwei ähnlich aussehende Häuser im britisch-schottischen Cottage Stil in Weggis am Vierwaldstättersee in der Schweiz gebaut. Nach dem Richtfest 1892 konnte 1895 die erste Jagdgesellschaft die Villa nutzen.